# جيم ميلس
جيم ميلس (بالإنجليزية: Jim Mills)‏ هو عازف بانجو أمريكي، ولد في 18 ديسمبر 1966.